# Achtung Spitfire!
Achtung Spitfire! là trò chơi máy tính thuộc thể loại chiến lược do hãng Big Time Software phát triển và Avalon Hill phát hành vào năm 1997. Là game không chiến dạng theo lượt lấy bối cảnh diễn ra trong suốt nửa đầu chiến tranh thế giới thứ hai, xoay quanh các trận chiến trên không và chiến dịch nổi tiếng giữa các chủng loại máy bay cánh cố định thuộc không quân ba nước Anh, Pháp và Đức gồm Không quân Đức, Không quân Hoàng gia Anh và Không quân Pháp trong giai đoạn 1939-1943.
Ngoài ra, Achtung Spitfire! còn là phần tiếp theo của trò Over the Reich phát hành vào năm 1996, lấy bối cảnh nửa cuối cuộc chiến. Một game khác trong sê-ri là Third Reich cũng được phát hành trong năm 1996.